# Aiti
Aiti es una comuna  y población de Francia, en la región de Córcega, departamento de Alta Córcega, en el distrito de Corte y cantón de Bustanico.

## Demografía
| 66 | 59 | 32 | 16 | 26 | 24 |
| Para los censos de 1962 a 1999 la población legal corresponde a la población sin duplicidades (Fuente: INSEE [Consultar]) |    |    |    |    |    |